# Hansenium gilbertense
Hansenium gilbertense is een pissebed uit de familie Stenetriidae. De wetenschappelijke naam van de soort is voor het eerst geldig gepubliceerd in 1946 door Nordenstam.